# Германия
Вижте пояснителната страница за други значения на Германия.
Герма̀ния (на немски: Deutschland), официално име Федерална република Германия (на немски: Bundesrepublik Deutschland), ФРГ (на немски: BRD), е федерална парламентарна република в Централна Европа. Тя граничи със Северно море, Дания и Балтийско море на север, с Полша и Чехия на изток, с Австрия и Швейцария на юг и с Франция, Люксембург, Белгия и Нидерландия на запад. Територията на Германия заема 357 021 km² и е разположена в умерения климатичен пояс. С население от над 84 милиона жители, тя е страната с най-голямо население в Европейския съюз (второ по големина в Европа след Русия) и е на трето място в света по брой на чуждите имигранти.
Територия, наричана Германия и населена от германски племена, е известна на римските източници от I век. От X век тази област съставлява ядрото на Свещената Римска империя, просъществувала до 1806 г. През XVI век северната част на Германия става център на Реформацията. Страната е обединена в единна национална държава след победата във Френско-пруската война през 1871 г. През 1949 г., след поражението си във Втората световна война, Германия е разделена на две самостоятелни държави – Западна Германия и Източна Германия, които се обединяват отново през 1990 г. През 1951 г. Западна Германия става съоснователка на първата Европейска общност – Европейска общност за въглища и стомана (ЕОВС), а през 1957 г. – на Европейската общност за атомна енергия (Euratom) и Европейската икономическа общност (ЕИО), преименувана по-късно на Европейска общност и впоследствие преобразувана в Европейски съюз.
През 1999 г. страната приема новата обща европейска валута – евро.
Германия е федерална парламентарна република, съставена от шестнадесет провинции (на немски: Bundesländer). Федерална столица и най-голям град в страната е Берлин, който е с население от около 3.7 милиона души. Страната е членка на множество международни организации, сред които ООН, НАТО, Г-7, Г-20, ОИСР, СТО.
Германия е най-голямата икономика в Европа и е една от водещите икономически сили в света, като заема четвърто място по номинален брутен вътрешен продукт и пето по паритет на покупателната способност. Страната е третият най-голям износител и вносител на стоки в света, а жизненият стандарт е висок. В редица области на науката и техниката Германия заема водеща позиция в света.

## История
Доказателства за съществуването на хора по земите на днешна Германия има отпреди 70 000 години.
До VI век земите са населявани от келтски и германски племена.
Традиционно за дата на основаване на Германия се приема (въпреки че е в известна степен произволно) 2 февруари 962 г., когато Ото I, източнофранкски крал, е коронясан за император в Рим и това е началото на Свещената Римска империя (известна още като Първи немски райх), която, въпреки че никога не е напълно обединена, под различни форми съществува до 1806 г., когато вследствие на Наполеоновите войни се разпада.
Между 1815 и 1871 г. Германия се състои от многобройни независими държави, 39 от които формират Немския съюз (Deutscher Bund).
Вторият райх, известен още като Германска империя, е създаден на 18 януари 1871 г. във Версай след загубата на Франция във Френско-пруската война. Основна заслуга за това има Ото фон Бисмарк, най-изтъкнатият немски държавник през XIX век. В края на XIX и началото на XX век немската държава колонизира редица територии в Африка, Азия и Океания.
През XIX век и първата половина на XX век Франция се възприема от германците като най-големия противник на страната. Главната причина за това е, че през 1871 г. Франция е разбита от Германия и губи своите провинции Елзас и Лотарингия, което е тежък удар за френската държава и народ. През 1914 г. по време на Първата световна война Германия напада Франция. След първоначалните успехи битките се превръщат в окопна война, отнемаща многобройни жертви от двете страни. Войната приключва през 1918 г., когато немският император е принуден да абдикира и Германската империя е наследена от Ваймарската република.
Според Версайския мирен договор Германия е лишена от много територии (Елзас и Лотарингия, всички колонии и др.) и трябва да плаща непосилни репарации. Тези фактори, както и Световната икономическа криза, водят до развитието на крайнолеви и крайнодесни политически сили в страната. През 1932 г. националсоциалистите (известни още като нацисти) печелят мнозинство в парламента, а на 30 януари 1933 г. Адолф Хитлер е назначен за канцлер. През 1934 г. Хитлер наследява президента на Германия и поема целия контрол върху управлението на страната и дава началото на Третия райх.
Нацистите бързо превръщат Германия в еднопартийна тоталитарна държава (Нацистка Германия), чийто репресивен апарат преследва и избива видни политици, учени и хора на изкуството и достига връхна точка с избиването на милиони евреи (Холокост).
Опитите на Хитлер да разшири границите на Германия по военен път довеждат до избухването на Втората световна война на 1 септември 1939 г. В началото на войната Германия и нейните съюзници постигат много военни успехи и завладяват обширни територии в Европа, включително част от Съветския съюз. След като Съветският съюз и САЩ обявяват война на Германия, настъпва обрат и на 8 май 1945 г., след самоубийството на Хитлер, Германия обявява капитулация.
През 1949 г. са основани две немски държави – Федерална република Германия (ФРГ) и Германска демократична република (ГДР). Установената на 23 май 1949 г. Федерална република Германия включва английската, френската и американската окупационна зона, със столица Бон. Тя е обявена за „напълно независима“ на 5 май 1955 г. ФРГ първоначално е съставена от 12 провинции (Bundesländer), а ГДР – от 5 провинции. През 1952 г. провинциите в ГДР са преобразувани в области (Bezirke). През същата година 3 малки провинции във ФРГ – Вюртемберг-Баден, Вюртемберг-Хоенцолерн и Баден, се сливат и образуват Баден-Вюртемберг. През 1957 г. Саарланд се присъединява отново към ФРГ и става единадесетата провинция на страната.
След разпадането на Източния блок ФРГ и ГДР се обединяват през 1990 г. Денят 3 октомври 1990 г., когато „Договорът за обединение“ между двете страни влиза в сила, е избран за Ден на германското единство (Tag der deutschen Einheit) и след това се чества всяка година като национален празник в Германия от 1991 г. Като част от обединението, Източен и Западен Берлин са обединени в един град, който става столица на страната.
Германия е водещата сила в Европейския съюз. Германия е една от най-активните поддръжнички на въвеждането на единната европейска валута евро, както и на разширяването на Европейския съюз.
Германия е първа икономическа и политическа сила в Европа и четвърта в света след САЩ, Япония и Китай, а по оборот на външната търговия е на първо място (2009).
На 3 октомври 2010 г. Германия приключва изплащането на всички свои военни дългове от Първата световна война. До 2034 г. трябва да бъдат уредени всички дългове от Втората световна война.

## География

### Географско разположение
Германия е разположена в Средна Европа между 47°16'15 и 55°03'33 северна ширина и 5°52'01 и 15°02'37 източна дължина. На север граничи с Дания (дължина на границата 67 km), на североизток с Полша (442 km), на изток с Чехия (811 km), на югоизток с Австрия (815 km, без границата в Боденското езеро), на юг с Швейцария (316 km, без границите на ексклавa Бюзинген и по Боденското езеро), на югозапад с Франция (448 km), на запад с Люксембург (135 km) и Белгия (156 km) и на северозапад с Нидерландия (567 km). Дължината на границите възлиза общо на 3757 km. Докато на северозапад бреговете на Северно море, а на североизток – на Балтийско море образуват естествени държавни граници, на юг Германия има гранична част на Алпите.
Според Немския статистически годишник от 2000 г. географският център на държавата се намира в малката област Нийдердорла, в западната погранична част на провинция Тюрингия, на средата на отсечката между столицата на провинцията Ерфурт и град Гьотинген, в провинция Долна Саксония и по-точно – на 51°09'54 северна ширина и 10°27'19 източна дължина.
Най-северната точка на Германия се намира на полуостров Еленбоген на остров Зюлт, а най-северната континентална точка е на западното крайбрежие на Шлезвиг-Холщайн на Рикелсбюлер Коог. Най-южната точка образува Халденвангер Ек южно от Оберстдорф (Бавария) в Алпите. От Еленбоген до Халденвангер Ек по въздушна линия разстоянието е 876 km.
Най-западната точка в Германия се намира в Северен Рейн-Вестфалия, недалеч от Изенбрух (най-западното селище на страната), най-източната точка е между Найсеауе-Дешка (най-източното селище) и Найсеауе-Центендорф в завоя на реката Лаузитцер Найсе. От Изенбрух до завоя на Найсе при Центендорф по въздушна линия разстоянието е 640 km.
Местните области се различават предимно в последователността от север към юг, така че областите на юг стават тенденциозно по-високи и по-стръмни. Северните части на Германия, Северногерманската равнина, към която на юг се присъединяват гористите Средногермански възвишения и Среднорейнски терасовидни плата в центъра и южните части на страната, е формирана основно през ледниковия период. В Баден-Вюртемберг, а и особено в Бавария, тези области преминават в сравнително високо разположеното северноалпийско подножие, а то от своя страна – в Алпите.

### Ексклави и анклави
Единственият ексклав на Германия е разположеният на горен Рейн Бюзинген ам Хохрайн, който спада към област Констанц в Баден-Вюртемберг. Той е с размер 7,62 km² и гранично обграден от 3 швейцарски кантона – Шафхаузен, Тургау и Цюрих.
Така нареченият функционален анклав Клайнвалзертал, който е част от Австрия, може да бъде достигнат по суша и вода само през немската държавна територия.

### Климат
Времето в Германия е непостоянно. Характерни са ветрове от запад, които целогодишно носят въздушни маси от Атлантическия океан. Вследствие на това в страната има валежи през всички сезони. В Северногерманската низина (Norddeutsches Tiefland) годишните валежи са от 500 – 700 mm, в Средните планини – 700 – 1500 mm, а в Алпите – над 2000 mm.
От северозапад на изток и югоизток климатът се променя от океански към континентален. В повечето години зимите са относително меки, а летата не са твърде топли, въпреки че зимите могат да бъдат много студени, а летата – горещи и сухи.
Най-студеният месец е януари. Тогава температурите са между −0,6 и +1,5°C в Северногерманската низина, а в планините падат до −6°C. Средните юлски температури в Севернонемската низина са от +17 до +18°C, а в долината на горен Рейн достигат 20°C. Средногодишната температура за цялата страна е +9°C.
През лятото може да се наблюдава бърза смяна от слънчево към дъждовно време. Сравнително рядко се наблюдават екстремни условия като суша, торнадо, бури, много ниски или високи температури и т.н. Климатът е умерен, преходен от морски към континентален.
През 2011 г. най-много часове слънцегреене има в Хоенпайсенберг, Бавария (2180 часа), а най-малко – в Золтау, Долна Саксония (1578 часа).
| температура | януари | февруари | март | април | май | юни | юли | август | септември | октомври | ноември | декември |
| ----------- | ------ | -------- | ---- | ----- | --- | --- | --- | ------ | --------- | -------- | ------- | -------- |
| минимална   | −1     | −1       | 2    | 5     | 10  | 13  | 15  | 14     | 11        | 7        | 3       | 0        |
| максимална  | 3      | 4        | 8    | 14    | 19  | 22  | 24  | 24     | 19        | 14       | 7       | 3        |

### Води
През Германия минават някои от основните европейски реки като Рейн, Дунав, Елба, Везер, Майн.
Най-голямото езеро е Боденското езеро с площ 535,9 km², намиращо се на границата между провинциите Бавария и Баден-Вюртемберг с Австрия и Швейцария, следвано от езерото Мюриц в Мекленбург-Предна Померания (109,8 km²) и Кимзе в Бавария (79,9 km²). В страната има общо 29 езера с площ над 6 km².
С провинциите Долна Саксония и Шлезвиг-Холщайн Германия граничи на Северно море. То е гранично море с Атлантическия океан. Заедно с Ла Манша южните части на Северно море са най-гъсто изпълнената с движение морска област на земята.
Мекленбург-Предна Померания и Шлезвиг-Холщайн граничат с Балтийско море – вътрешноконтинентално море, свързано със Северно море посредством протока Скагерак. Височината на приливите и отливите на Балтийско море е значително по-малка от тази на Северно море.
Немските реки принадлежат към 6 големи речни системи, чиито водосборни басейни заемат почти цялата ѝ площ. Това са Рейн, Дунав, Елба, Одер, Везер и Емс. Най-дълга от тези реки е Дунав – 2845 km от сливането си с реките Бригах, Брег и Донауквеле в град Донауешинген или 2888 km от планинския си извор в склоновете на Шварцвалд и е втората по големина на потока след Волга река в Европа. През Германия протича само една малка част от цялата дължина на река Дунав – 647 km.

### Флора
Германия се простира от Алпите (най-висока точка: връх Цугшпитце на 2962 m) на юг до бреговете на Северно и Балтийско море на север в зоната на умерения климатичен пояс и затова за нея са характерни широколистни и иглолистни гори. В Централна Германия преобладават гористи планински местности, в Северна Германия са разположени ниски земи, формирани през ледниковия период (най-ниска точка: Нойендорфер/Вилстермарш на -3,54 m), сред които е световноизвестното Люнебургско поле (Lüneburger Heide). Широколистните гори се състоят предимно от червенолистни буки.

### Фауна
Повечето представители на местните видове са характерни за умерения климатичен пояс и живеят в широколистните гори. В горите живеят различни видове златки, елен рогач, благороден елен, сърни, глигани и лисици и много други. Бобрите и видрите се срещат все по-рядко по поречията на реките.
Към 2016 г. в страната има 120 – 130 възрастни вълци.

## Държавно устройство

### Административно деление
Германия представлява федерация на шестнадесет федерални провинции (Bundesländer). Две от провинциите (Хамбург и Бремен) представляват свободни градове, а градът-провинция Берлин има статут на федерална столица.
Останалите провинции се разделят на 439 окръга (Kreise) и невключени в окръзи градове (kreisfreie Städte). Пет от провинциите се делят и на общо 22 административни области (Regierungsbezirk), обединяващи по няколко окръга.
| Провинция                   | Главен град | На немски език         | На немски език |
| --------------------------- | ----------- | ---------------------- | -------------- |
| Бавария                     | Мюнхен      | Bayern                 | München        |
| Баден-Вюртемберг            | Щутгарт     | Baden-Württemberg      | Stuttgart      |
| Берлин                      | Берлин      | Berlin                 | Berlin         |
| Бранденбург                 | Потсдам     | Brandenburg            | Potsdam        |
| Бремен                      | Бремен      | Bremen                 | Bremen         |
| Долна Саксония              | Хановер     | Niedersachsen          | Hannover       |
| Мекленбург-Предна Померания | Шверин      | Mecklenburg-Vorpommern | Schwerin       |
| Рейнланд-Пфалц              | Майнц       | Rheinland-Pfalz        | Mainz          |
| Саарланд                    | Саарбрюкен  | Saarland               | Saarbrücken    |
| Саксония                    | Дрезден     | Sachsen                | Dresden        |
| Саксония-Анхалт             | Магдебург   | Sachsen-Anhalt         | Magdeburg      |
| Северен Рейн-Вестфалия      | Дюселдорф   | Nordrhein-Westfalen    | Düsseldorf     |
| Тюрингия                    | Ерфурт      | Thüringen              | Erfurt         |
| Хамбург                     | Хамбург     | Hamburg                | Hamburg        |
| Хесен                       | Висбаден    | Hessen                 | Wiesbaden      |
| Шлезвиг-Холщайн             | Кил         | Schleswig-Holstein     | Kiel           |

### Партии
В немския парламент, избран на парламентарните избори на 26 септември 2021 г., са представени следните партии:
- Германска социалдемократическа партия – SPD (Sozialdemokratische Partei Deutschlands)

- Християндемократически съюз – CDU (Christlich-Deutsche-Union)
- Съюз 90/Зелените – B90/Grüne (Bündnis 90/Die Grünen)
- Свободна демократическа партия – FDP (Freie-Demokratische-Partei)
- Алтернатива за Германия – AfD (Alternative für Deutschland)
- Левицата – Die Linke

### Правосъдие
В Германия правосъдието се състои от следните съдилища, техните решения могат да бъдат обжалвани както следва:
| Съд Първа инстанция                                     | Съд Втора инстанция                                  | Следваща инстанция                                   | Последна инстанция                                       |
| ------------------------------------------------------- | ---------------------------------------------------- | ---------------------------------------------------- | -------------------------------------------------------- |
| Amtsgericht (Районен съд)                               | Landgericht (Окръжен съд)                            | Oberlandesgericht (Апелативен съд)                   | Bundesgerichthof (Федерален съд)                         |
| Arbeitsgericht (Съд по дела свързани с работа)          | Landesarbeitsgericht (Окръжен работен съд)           | Landesarbeitsgericht (Окръжен работен съд)           | Bundesarbeitsgericht (Федерален работен съд)             |
| Verwaltungsgericht (Административен съд)                | Oberverwaltungsgericht (Окръжен административен съд) | Oberverwaltungsgericht (Окръжен административен съд) | Bundesverwaltungsgericht (Федерален административен съд) |
| Sozialgericht (Социален съд)                            | Landessozialgericht (Окръжен социален съд)           | Landessozialgericht (Окръжен социален съд)           | Bundessozialgericht (Федерален социален съд)             |
| Finanzgericht (Съд за дела свързани с финанси)          | Finanzgericht (Съд за дела свързани с финанси)       | Finanzgericht (Съд за дела свързани с финанси)       | Bundesfinanzhof (Федерален финансов съд)                 |
| Landgericht (Окръжен съд)                               | Oberlandesgericht (Апелативен съд)                   | Oberlandesgericht (Апелативен съд)                   | Bundesgerichthof (Федерален съд)                         |
| Bundesverfassungsgericht (Федерален конституционен съд) |                                                      |                                                      |                                                          |

#### Състави
| Съд                                | Наказателни дела                                                        | Граждански дела                                     | Граждански дела                                 |
| ---------------------------------- | ----------------------------------------------------------------------- | --------------------------------------------------- | ----------------------------------------------- |
| Федерален съд                      | Наказателен сенат: девет съдии                                          | Граждански сенат: девет съдии                       | Граждански сенат: девет съдии                   |
| Oberlandesgericht (Апелативен съд) | Наказателен сенат: трима съдии                                          | Граждански сенат: трима съдии                       | Граждански сенат: трима съдии                   |
| Landgericht (Окръжен съд)          | Наказателен състав за тежки престъпления: трима съдии, двама заседатели | Търговски състав: един съдия, двама търговски съдии | Граждански състав: трима съдии                  |
| Landgericht (Окръжен съд)          | Голям наказателен състав: трима съдии, двама заседатели                 | Търговски състав: един съдия, двама търговски съдии | Граждански състав: трима съдии                  |
| Landgericht (Окръжен съд)          | Разширен малък наказателен състав: двама съдии, двама заседатели        | Търговски състав: един съдия, двама търговски съдии | Граждански състав: трима съдии                  |
| Landgericht (Окръжен съд)          | Малък наказателен състав: един съдия, двама заседатели                  | Търговски състав: един съдия, двама търговски съдии | Граждански състав: трима съдии                  |
| Amtsgericht (Районен съд)          | Разширен наказателен състав: двама съдии, двама заседатели              | Един граждански съдия (Цена на иска: до 5000 €)     | Един граждански съдия (Цена на иска: до 5000 €) |
| Amtsgericht (Районен съд)          | Наказателен състав: един съдия, двама заседатели                        | Един граждански съдия (Цена на иска: до 5000 €)     | Един граждански съдия (Цена на иска: до 5000 €) |
| Amtsgericht (Районен съд)          | Един наказателен съдия                                                  | Един граждански съдия (Цена на иска: до 5000 €)     | Един граждански съдия (Цена на иска: до 5000 €) |

## Население

### Население в градовете
Десетте града с най-голямо население в Германия са:
1. Берлин – 3 711 000 жители;
2. Хамбург – 1 805 000 жители;
3. Мюнхен – 1 464 000 жители;
4. Кьолн – 1 060 000 жители;
5. Франкфурт на Майн – 736 000 жители;
6. Щутгарт – 623 000 жители;
7. Дюселдорф – 612 000 жители;
8. Дортмунд – 586 000 жители;
9. Есен – 582 000 жители;
10. Лайпциг – 571 000 жители.

Петте най-големи агломерации са:
1. Рейн-Рур – 10 681 000 жители;
2. Берлин – 6 004 000 жители;
3. Рейн-Майн – 5 821 000 жители;
4. Мюнхен – 5 700 000 жители;
5. Хамбург – 5 300 000 жители.

### Етнически групи
Етническият състав на населението на Германия е:
Германци – 81,3%
Стари местни малцинства – 0,3%
Имигранти след Втората световна война – 6,2%

#### Бежанци
През 2015 г. в Германия са пристигнали 890 000 души, търсещи защита с бежански статут. За първите 9 месеца на 2016 г. броят им е 213 000, като за същия период 660 000 души са подали молба за бежански статут, а 462 314 молби са разгледани и относно тях са взети решения. За деветте месеца 60 000 души са напуснали страната, след като им е отказан бежански статут.

#### Българи в Германия
По официални данни от 2018 година българите в Германия са около 310 000 души.

### Език
Официалният език във ФРГ е немският. Той принадлежи към германската езикова група. Официален език е на ЕС и ЮНЕСКО и освен това е един от най-говорените езици в света.

### Религии
При преброяването на населението от 2011 година 67% от жителите се определят като християни, 17% не отговарят на въпроса, 11% се определят като нерелигиозни, а 5% като принадлежащи към други религии, най-голяма сред които е ислямът (1,9%). По това време 31,2% от жителите на страната са католици, а 30,8% са лутерани.

## Икономика
Икономиката на Германия е най-силната в Европа. Брутният вътрешен продукт (БВП) на Германия възлиза на 3,846 трилиона щатски долара (към 2019 г.). Селското стопанство заема 1,2% от икономиката, промишлеността – 30,4%, а секторът на услугите – 68,4%. Стопанството е високоразвито. Добиват се въглища, нефт, природен газ, готварска сол, калиеви соли. Развита е и черната, и цветната металургия, машиностроителната, нефтохимическата, химическата (Рейн-Вестфалски район; синтетичен каучук), текстилната, кожено-обувната, хранително-вкусовата промишленост. Отглеждат се едър рогат добитък, птици, свине, овце. Добива се пшеница, ечемик, овес, ръж, картофи, захарно цвекло. В Германия са построени 40 826 km железопътни линии, 656 140 km шосета, 2500 km петролопроводи. Държавата разполага с 6,4 млн. бр.р.т. морски и речен флот и 613 летища (по данни за 2000 г.).
Главни морски пристанища са Хамбург, Кил, Любек, Росток, Бремен; главни речни пристанища са Дуисбург, Карлсруе, Кьолн, Манхайм, Берлин, Бон, Дрезден.
- Износ: 1 328 млрд. щ.д. (2019 г.) – машини, транспортни средства, химикали, хранителни стоки, текстил (Франция, Великобритания, Италия, Нидерландия, Бенелюкс, САЩ, Япония).
- Внос: 1 104 млрд. щ.д. (2019 г.) – машини, транспортни средства, химикали, хранителни продукти, текстил, метали (от Франция, Нидерландия, Италия, Великобритания, Бенелюкс, САЩ, Япония).

Най-големите автопроизводители са Volkswagen AG (включващ и марките Porsche и Audi), BMW, Daimler (Mercedes-Benz), Opel, Ford (Ford of Europe). Те произвеждат над 5 млн. автомобила годишно, а годишните им продажби по данни от 2016 г. са на стойност 385 млрд. евро, което представлява 14% от БВП на Германия. Броят на работещите в тях е 770 000 души.
Износът за 2011 г. надминава 1 трлн. евро. 18% от него се дължи на автомобилната индустрия.

### Данък добавена стойност
Данъкът добавена стойност (ДДС) в Германия бе увеличен от 16 на 19% на 1.01.2007 г. За определени стоки има и намалена данъчна ставка. За хранителни продукти и учебници ДДС възлиза на 7%.

От 2005 г. правителството обмисля увеличаването на ставката на данъчно облагане, включително и ДДС, както и премахване на преференциалните условия за учебници и определени видове хранителни продукти, които поради високата си цена не могат да бъдат причислени към групата на потребностите от първа необходимост.

### Градове и индустриални зони

#### Улично движение
Около 130 000 хибридни и 25 000 изцяло електрически автомобили са регистрирани в страната от януари до октомври 2016 г. спрямо 30 млн. автомобили с бензинов двигател и 14,5 млн. с дизелов.

## Култура
Германия има изключителен принос към световното културно наследство, страната е също така известна като das Land der Dichter und Denker (страната на поети и мислители). В Германия са родени композитори като Бетовен, Бах, Брамс, Шуман и Вагнер; поети като Гьоте, Шилер и Хайне; философи като Кант, Хегел, Маркс, Ницше; теолози като Лутер и Бонхофер; писатели като Хесе и Грас; учени като Айнщайн, Борн, Планк, Хайзенберг, Херц и Бунзен; инженери и изобретатели, сред които Ото, Даймлер, Бенц, Дизел и Линде. Също много художници, например ренесансовият Албрехт Дюрер, сюрреалистът Макс Ернст, експресионистът Франц Марк, концептуалистът Йозеф Бойс и неоекспресионистът Георг Базелиц.
В миналото немският език е бил сред най-говорените езици в Европа и все още е един от най-изучаваните след английския и френския. Много исторически личности, въпреки че не са немци, имат значително влияние върху немската култура. Такива са Волфганг Амадеус Моцарт, Франц Кафка и Коперник.
След 1970 г. немската култура отново се развива с бързи темпове, основно музиката и изобразителното изкуство, и център на това развитие е столицата Берлин. Германия също така е известна с многото си оперни театри.

### Празници
В Германия има 9 общи за всички провинции празника. Повечето от тях имат християнска основа: Разпети петък, Велики понеделник, Възнесение Христово, Петдесетница, Коледа и Стефановден. Празници без религиозна връзка са: Нова година, Денят на труда (1 май) и Денят на Обединението (3 октомври, националният празник на Германия от 1990 г. насам)
Има и празници, които са действащи само в отделни провинции или региони. В някои по-скоро протестантски провинции се празнува Денят на Реформацията (31 октомври). В католическите провинции – Тяло Господне и Вси Светии (Хелоуин) (1 ноември).
Заедно с всички недели празниците се считат за „дни за почивка от работа и душевно възвишение“ („Tage der Arbeitsruhe und der seelischen Erhebung“).

### Преса
През 2015 г. Германия е на 12-о място по свобода на пресата в света (девето в Европа) по данни на Репортери без граници (+ 2 места спрямо предходната година).

## Общество
През декември 2016 броят на бездомните жители на страната е 335 000 (248 000 през 2010).

### Образование
Германия има богата история в образованието. През 1386 г. в град Хайделберг е създаден Хайделбергският университет, който е най-старият в Германия и един от най-старите в Европа. Славата на Хайделберг като университетски център е в областта на медицинските и естествените науки. Той е дал на света 8 носители на Нобелова награда. Университетът има също дълга история свързана с България, особено в областта на юридическите науки. Тук са следвали видни български възрожденци и политици като Петър Берон, Васил Радославов и Константин Стоилов.
Хайделбергският университет е основан от Рупрехт I, княз на областта Пфалц и от великия херцог Карл-Фридрих от Баден, затова днес носи името на двамата: от латински Ruperto-Carola-Universität – университет „Руперто-Карола“.

#### Висше образование
През 2010 г. в Германия има 421 висши училища, от които 108 университети. В тях учат 2 377 034 студенти, от които 1 542 226 в университети. 47,3% от студентите са жени (52,7% мъже). 2 113 186 от студентите са германци (47% жени, 53% мъже), а 263 848 от тях са чужденци (49,8% жени, 51,2% мъже). Сред германските студенти, следващи в чужбина, най-много – 2,4% учат в Австрия, следвани от 2,1% в Холандия, 1,4% във Великобритания, 1,2% в Швейцария и 1% в САЩ. Сред чуждестранните студенти, следващи в Германия, най-много са китайските студенти (2,3% от учащите в Германия), следвани от руските (1%), полските и българските (по 0,8%) и турските (0,7%).
През 2010 г. 29% от населението има висше образование (31,5% от мъжете и 26,5% от жените). Сред населението с миграционно минало (в тази дефиниция са включени чужденци, родени във и извън Германия, и хора, заселили се на днешната територия на Германия след 1949 г. независимо от националността им) процентът на хора с висше образование е 34,3 (32,4% от мъжете и 36,2% от жените).
През 2010 г. сред 25 до 35-годишните 45% от хората без миграционно минало и 38% от хората с миграционно минало имат висше образование. При 45 до 55-годишните и в двете групи по 28% от хората имат висше образование.
През 2010 г. във висшите училища са заети 210 549 души (35,8% жени). Сред тях има 41 462 професори (19,2% жени).

### Спорт
Германия има големи традиции в почти всички спортни дисциплини – спортът като цяло има високо обществено значение. През 2006 г. около 27 милиона германци са били организирани в над 89 000 спортни клуба. Германия е на четвърто място във вечния списък на спечелелите олимпийски медали. Повечето спортни клубове са обединени в Германския олимпийски спортен клуб (на немски Deutscher Olympischer Sportbund).
Най-популярният спорт в Германия е футболът. Над 6 милиона членове са организирани в над 170 000 футболни клуба под патронажа на Германския футболен съюз. Страната е била домакин на две световни първенства – през 1974 и през 2006 година. Германия е единствената страна, която има европейски и световни отличия, както при мъжките, така и при женските състави.
Големите футболни имена като Франц Бекенбауер, Герд Мюлер и в по-ново време Лотар Матеус, Андреас Бреме и други, са носели не само успехи на немските клубове, но като треньори начело на чуждестранни клубни и национални отбори (напр. Ото Рехагел, станал с Гърция през 2004 г. европейски шампион по футбол).
Германската хандбална лига се счита за най-добрата в света. Отбори като ФФЛ Гумерсбах, ТХВ Киел, ХСФ Хамбург, СК Магдебург Гладиаторес са доминиращи не само на национално ниво, но и през 2007 г. печелят всички европейски отличия. Тези успехи се отразяват и на германския мъжки национален отбор по хандбал, който през 2007 година за трети път става световен шампион.
В Германия се провеждат много и различни спортни състезания и турнири. Сред турнирите по тенис са турнирите за жени в Берлин, Щутгарт и Хамбург. Сред най-добрите тенисисти от близкото минало са Щефи Граф, Борис Бекер и Михаел Щих.
В спортната дисциплина хокей на трева мъжкият отбор на Германия е двукратен (2002 и 2006 година) шампион, женският отбор е олимпийски шампион от 2004 година.
При моторните спортове, особено във Формула 1, германците играят водеща роля. Михаел Шумахер е седемкратен световен шампион между 1994 и 2004 година, а Себастиан Фетел е четирикратен световен шампион между 2010 и 2013 година. Mercedes-Benz, BMW и Porsche са произвеждали шампионски двигатели.
В бокса са известни легендарните мачове на Макс Шмелинг и Хенри Маске.
Тимо Бол, играч по тенис на маса, е не само един от най-добрите в света, но и сред малкото европейци в този спорт, доминиран от китайци и корейци.
Големи успехи и титли са носели и спортисти от други спортове като фехтовка, кану-каяк, конен спорт, академично гребане, лека атлетика или плуване.
При зимните спортове Германия е също една от водещите нации. При дисциплините биатлон, бобслей, пързаляне с едноместна шейна, пързаляне с кънки, ски бягане и други немските спортистите носят медали на Германия. Сред популярните зимни спортове са ски скоковете, като успешните спортисти като Свен Ханавалд или Йенс Вайсголд имат статут като на попзвезди. При ски алпийските дисциплини жените са по-успешни от мъжете.

#### История
През 50-те години Федерацията по лека атлетика на ФРГ дава две от седемте си места в международната асоциация на лекоатлетическите федерации на ГДР. Три дни след построяването на Берлинската стена ФРГ прекратява спортните връзки с ГДР. Западногермански спортисти бойкотират международни състезания в ГДР. На световното първенство по хокей на лед през 1961 г. западногерманският отбор не излиза на леда за мача срещу отбора на ГДР, за да не отдава уважение към емблемата на отбора на ГДР. Отборите се срещат на световното първенство по хокей на лед през 1963 г., където ФРГ печели, а спортистите от ГДР обръщат гръб на знамето на ФРГ по време на награждаването. Към 1966 г. ГДР и ФРГ имат общи отбори по тенис на маса, академично гребане, хандбал и лека атлетика, а ГДР участва самостоятелно в 26 спортни федерации. През 1966 г. ГДР е призната от всички 48 международни спортни федерации. На зимните олимпийските игри в Гренобъл и на летните в Мексико Сити през 1968 г. за първи път има отделни олимпийски отбори на Германската демократична република и Федералната република Германия. През 1966 г. Мюнхен печели олимпийските игри за 1972 г.
Германия организира световното първенство по футбол през 1974 г., европейското през 1988 г. и отново световното през 2006 г. и е кандидат за домакин на европейското първенство през 2024 г.

### Институции
- www.deutschland.de – многоезичен портал за съвременна Германия
- Бундеспрезидент Архив на оригинала от 2004-06-08 в Wayback Machine. – официален уебсайт на германския президент
- Бундестаг – официален сайт на германския парламент
- Официален сайт на германското федерално правителство Архив на оригинала от 2005-01-25 в Wayback Machine.
- Централен статистически институт на Германия
- Statistikportal.de – официални статистически данни за Германия

### Повече информация
- ((de)) Факти за Германия Архив на оригинала от 2014-05-17 в Wayback Machine.
- ((de)) Наръчник за ГерманияАрхив на оригинала от 2016-12-27 в Wayback Machine. – как функционира Германия
- ((de)) Deutschland.de – официален портал на ФРГ
- „История на Германия“, Дитер Раф (изд. „Кама“, 2000 г.)

### Снимки/фотографии
- ((de)) Stadtpanoramen.de – панорами от множество немски градове
- ((de)) Панорами на множество немски забележителности
- ((de)) Ръководство за пътуване в Германия Архив на оригинала от 2004-05-17 в Wayback Machine. – туристическа информация
- Аксел Болт, Субективно сравнение между Германия и САЩ Архив на оригинала от 2009-01-18 в Wayback Machine.
- Снимки на Германия от Eutropia.com
- Карта на Германия